# White Swan Hotel
White Swan Hotel (白天鵝宾馆; pinyin: Báitiānébïnguǎn) er et 28 etagers højt luksushotel i Liwandistriktet i Guangzhou i Folkerepublikken Kina. Det ligger på Shamianørn ved Zhujiang. 

## links
- officiel hjemmeside (Webside ikke længere tilgængelig)

- Wikimedia Commons har flere filer relateret til White Swan Hotel

23°06′31″N 113°14′15″Ø / 23.10852°N 113.23739°Ø